# Giovanni Vailati
Giovanni Vailati (Crema, 23 aprile 1863 – Roma, 14 maggio 1909) è stato un matematico, filosofo e storico italiano.

## Biografia
Si laureò all'Università di Torino, prima in ingegneria nel 1884 e poi in matematica nel 1888. Vi insegnò storia della meccanica dal 1896 al 1899, dopo aver lavorato come assistente di Giuseppe Peano e Vito Volterra. Lasciò la sua posizione universitaria nel 1899 e così poté proseguire i suoi studi in modo indipendente, guadagnandosi da vivere insegnando matematica nelle scuole superiori. Durante la sua vita fu conosciuto a livello internazionale e i suoi scritti sono stati tradotti in inglese, francese, e polacco, sebbene fu in gran parte dimenticato dopo la morte avvenuta a Roma. Non pubblicò nessun libro completo, ma lasciò circa 200 saggi e recensioni che toccano un'ampia gamma di discipline.

## Posizioni filosofiche
L'opinione di Vailati nei confronti della filosofia era che essa fornisse la preparazione e gli strumenti necessari per il lavoro scientifico. Per questa ragione, e perché la filosofia dovrebbe essere neutrale fra opposte convinzioni, concezioni, strutture teoriche, ecc., il filosofo dovrebbe evitare l'uso di un linguaggio tecnico specialistico, ma dovrebbe usare quello che la filosofia adotta nelle aree a cui è interessata. Ciò non vuol dire che il filosofo debba soltanto accettare qualunque cosa egli trovi; un termine del linguaggio ordinario potrebbe essere problematico, ma le sue carenze dovrebbero essere corrette, invece che sostituite con qualche nuovo termine tecnico.
Il suo pensiero sulla verità e sul significato fu influenzato da filosofi come Charles Sanders Peirce ed Ernst Mach.  Egli con cautela distinse fra significato e verità: "La questione di determinare che cosa vogliamo dire quando enunciamo una data proposizione, non solo è una questione affatto distinta da quella di decidere se essa sia vera o falsa (Scritti, p. 187). Tuttavia, dopo aver deciso cosa si vuole dire, l'azione di decidere se ciò è vero o falso è cruciale. Vailati ebbe un pensiero positivista moderato, sia nella scienza sia nella filosofia:
(Scritti, p. 166)
Le influenze e i contatti di Vailati furono molti e vari, e spesso fu etichettato come "l'italiano pragmatista". Egli deve molto a Peirce e William James (fu uno dei primi a distinguere i loro pensieri), ma egli subì anche l'influenza di Platone e George Berkeley (che egli vide come precursori importanti del pragmatismo), Gottfried Leibniz, Victoria Welby-Gregory, George Edward Moore, Bertrand Russell, Giuseppe Peano e Franz Brentano.  Vailati corrispose con molti dei suoi contemporanei.
La prima parte della sua opera comprende scritti sulla Logica matematica; in essi focalizza l'attenzione sul suo ruolo in filosofia, distinguendo fra logica, psicologia ed epistemologia; la dottrina pone Vailati e il suo allievo Mario Calderoni nella categoria storiografica del pragmatismo italiano

## Storia della scienza
I principali interessi storici di Vailati riguardarono la meccanica, la logica e la geometria; egli diede un importante contributo in molti campi, compreso lo studio della meccanica greca post-aristotelica, dei predecessori di Galileo, della nozione di definizione e del suo ruolo nell'opera di Platone e Euclide, delle influenze matematiche sulla logica e sull'epistemologia, e sulla geometria non-euclidea di Gerolamo Saccheri.  Vailati fu particolarmente interessato ai modi in cui quelli che potrebbero essere visti come gli stessi problemi sono inquadrati e trattati in periodi differenti.
Il suo lavoro di storico della scienza fu strettamente connesso con quello filosofico: per le due attività, infatti, utilizzò gli stessi pensieri e le stesse metodologie di fondo. Vailati vedeva lo studio storico e lo studio filosofico come differenti nell'approccio ma non nell'argomento; credeva, inoltre, che dovesse esserci cooperazione fra filosofi e scienziati nell'approfondimento degli studi storici. Egli riteneva anche che una storia completa richiedesse che si tenesse in conto anche il background sociale pertinente.
Il superamento delle teorie scientifiche, grazie a nuovi risultati, non comporta la loro distruzione, perché la loro importanza aumenta proprio per il fatto di essere superate: 
(Scritti, p.4)

## Pubblicazioni
- Scritti filosofici, 1972 (archiviato dall'url originale il 23 marzo 2012).